# Bruchophagus sensoriae
Bruchophagus sensoriae is een vliesvleugelig insect uit de familie Eurytomidae. De wetenschappelijke naam is voor het eerst geldig gepubliceerd in 1999 door Chen.